# Мултан (Удмуртия)
Мултан — деревня в Кизнерском районе Удмуртской республики.

## География
Находится в юго-западной части Удмуртии на расстоянии приблизительно 23 км на северо-восток по прямой от районного центра поселка Кизнер у железнодорожной линии Казань-Агрыз.

## История
Известна с 1939 года как разъезд, позднее разъезд и поселок, деревня после 2002 года. До 2021 года входила в состав Короленковского сельского поселения.

## Население
Постоянное население составляло 17 человек в 2002 году (удмурты 35 %, русские 53 %), 2 в 2012.